# 卡雅皮奥
卡雅皮奥是巴西马拉尼昂州的一个市镇。总面积908.721平方公里，总人口9148人，人口密度10.1人/平方公里。